# Brejo Alegre (kommun)
Brejo Alegre är en kommun i Brasilien.   Den ligger i delstaten São Paulo, i den södra delen av landet, 600 km söder om huvudstaden Brasília. Antalet invånare är 2 573.
Följande samhällen finns i Brejo Alegre:
- Brejo Alegre

Trakten runt Brejo Alegre består i huvudsak av gräsmarker. Runt Brejo Alegre är det ganska glesbefolkat, med 42 invånare per kvadratkilometer.